# Leslie Denison
Leslie Denison (16. Juni 1905 in Warwickshire, England – 25. September 1992 in Austin, Texas, USA) war ein britischer Schauspieler.

## Leben
Denison trat  von 1930 bis 1938 in verschiedenen Theaterstücken auf und spielte von 1940 bis 1964 in über 100 Filmen kleine Rollen und wurde dabei selten im Abspann erwähnt. Festgelegt war er auf die Rolle des Offiziers, Geheimagenten und Scotland-Yard-Detektivs.
Er starb im Alter von 87 Jahren.

## Theater (Auswahl)
- 1930: Made in France
- 1931: The Barretts of Wimpole Street
- 1932: Only the Young
- 1932: The Passionate Pilgrim
- 1933: As Husbands Go
- 1933: Strange Orchestra
- 1934: Broadway Interlude
- 1934: A Roman Servant
- 1937: On Location
- 1937: Robin Landing
- 1938: Gloriana

## Filmografie (Auswahl)
- 1940: Escape to Glory
- 1941: Charlie Chan in Rio
- 1942: Der unsichtbare Agent (Invisible Agent)
- 1942: Stimme des Terrors (Sherlock Holmes and the Voice of Terror)
- 1942: Sabotageauftrag Berlin (Desperate Journey)
- 1942: Bombs Over Burma
- 1943: The Return of the Vampire
- 1943: Neun Kinder und kein Vater (The Amazing Mrs. Holliday)
- 1943: Holy Matrimony
- 1943: Fünf Gräber bis Kairo (Five Graves to Cairo)
- 1946: Drei Fremde (Three Strangers)
- 1946: Der Bandit und die Königin (The Bandit of Sherwood Forest)
- 1946: Charlie Chan – Gefährliches Geld (Dangerous Money)
- 1947: Singapur (Singapore)
- 1948: Dr. Johnsons Heimkehr (Homecoming)
- 1948: Qualen der Liebe (A Woman’s Vegenance)
- 1948: Schwarze Pfeile (The Black Arrow)
- 1949: Kokain (Johnny Stool Pigeon)
- 1949: Blutige Diamanten (Rope of Sand)
- 1949: Auf Leben und Tod (The Fighting O’Flynn)
- 1950: Robin Hoods Vergeltung (Rogues of Sherwood Forest)
- 1950: Drei kehrten heim (Three came home)
- 1951: Der nächtliche Reiter (The Lady and the Bandit)
- 1951: Das zweite Gesicht des Dr. Jekyll (The Son of Dr. Jekyll)
- 1952: Die Legion der Verdammten (Les Misérables)
- 1955: Der scharlachrote Rock (The Scarlet Goat)
- 1964: Wegweiser zum Mord (Signpost to murder)